# چائو لو
چائو لو (انگلیسی: Chao Lu؛ زادهٔ ۶ مارس ۱۹۷۰) بوکسور اهل چین بود.